# جبل بورملي

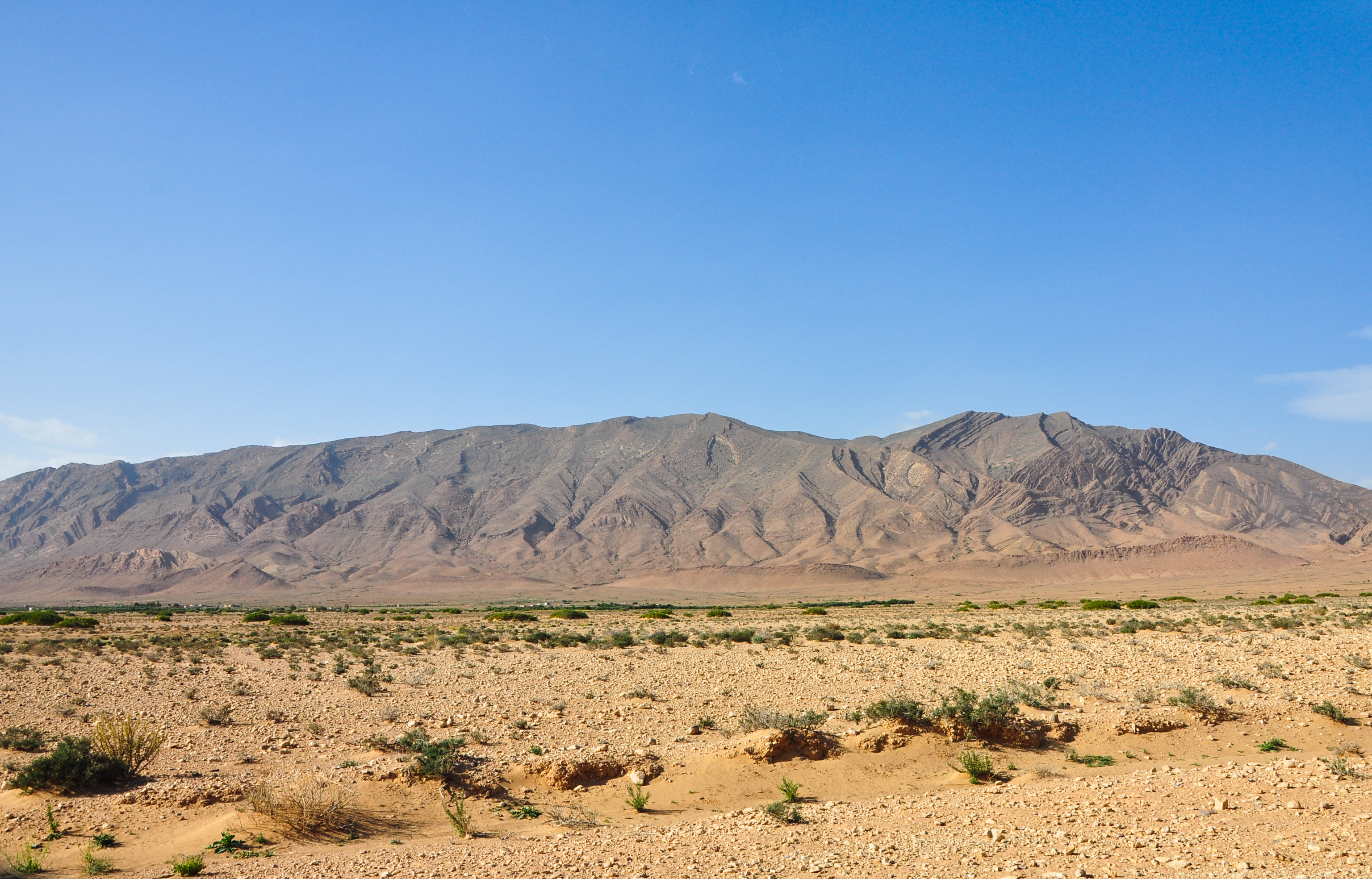

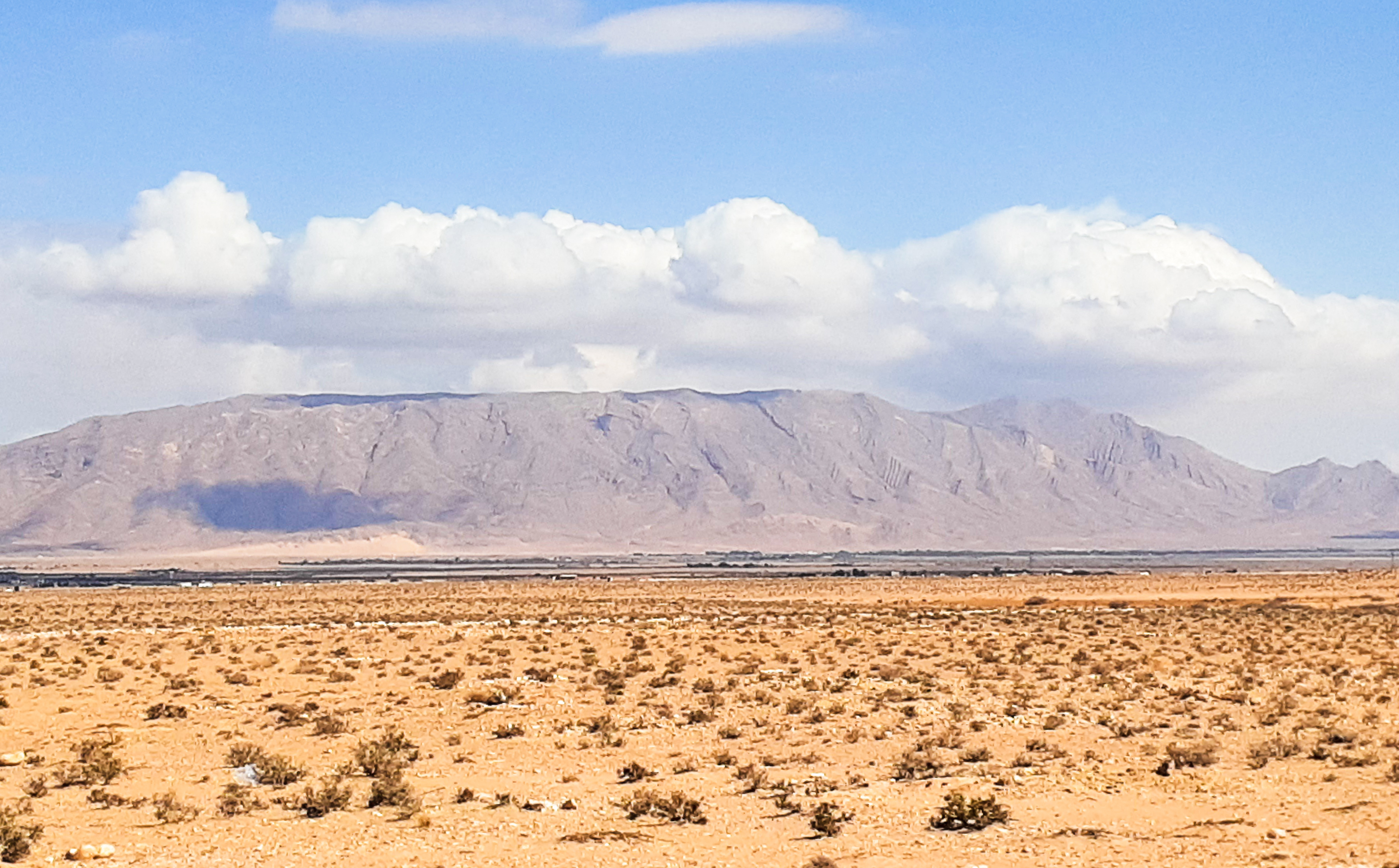

جبل بُورَمْلِي جبل يقع بوسط غربي الجمهورية التونسية بولاية قفصة، شمال غربي مدينة قفصة وشمال شرقي مدينة أم العرايس. يبلغ ارتفاعه 1156 م.